# آرنو آناستاسوا
آرنو آناستاسوا (انگلیسی: Arnaud Anastassowa؛ زادهٔ ۲۳ ژانویهٔ ۱۹۸۸) بازیکن فوتبال اهل فرانسه است.
از باشگاه‌هایی که در آن بازی کرده‌است می‌توان به باشگاه فوتبال متس و باشگاه فوتبال اف۹۱ دودلانژ اشاره کرد.